# Horaia
Genre
Synonymes
- Horala Tonnoir, 1930[1]
- Manaliella Kaul, 1976[1]

Horaia est un genre d'insectes diptères nématocères de la famille des Blephariceridae.

## Systématique
Le genre Horaia a été créé en 1930 par l'entomologiste belge André Léon Tonnoir (d) (1885–1940) avec pour espèce type Horaia montana.

## Liste d'espèces
Selon NCBI (20 août 2021) :
- Horaia montana Tonnoir, 1930 - espèce type
- Horaia namtoki Gibson & Courtney, 2007